# Australotettix montanus
Australotettix montanus är en insektsart som beskrevs av Richards, A.M. 1964. Australotettix montanus ingår i släktet Australotettix och familjen grottvårtbitare. Inga underarter finns listade i Catalogue of Life.